# Regiones de Somalia

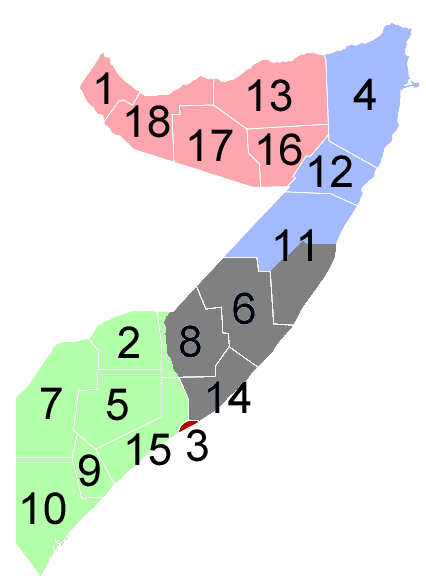
Mapa mostrando varias áreas de control en las regiones de Somalia.

Las regiones (gobolka) de Somalia son (capitales entre paréntesis):
1. Awdal (*) (Baki)
2. Bakool (Xuddur)
3. Banaadir (Mogadiscio)
4. Bari (Bender Cassim)
5. Bay (Baidoa)
6. Galguduud (Dusa Mareb)
7. Gedo (Garbahaarey)
8. Hiiraan (Beledweyne)
9. Middle Juba (Bu'aale)
10. Lower Juba (Kismaayo)
11. Mudug (Galcaio)
12. Nugaal (Garoowe)
13. Sanaag (*) (Erigavo)
14. Shabeellaha Dhexe (Giohar)
15. Shabeellaha Hoose (Merka)
16. Sool (*) (Laascaanood)
17. Togdheer (*) (Burao)
18. Woqooyi Galbeed (*) (Hargeysa)

- Saaxil (*) (Berbera) (no aparece en la imagen)

Nota: Las regiones marcadas con un asterisco (*) son parte de la autoproclamada pero internacionalmente no reconocida República de Somalilandia.